# Johann Jakob Guth von Sulz
Johann Jakob Guth von Sulz–Durchhausen (geboren 1543; gestorben 1616) war herzoglicher Kammermeister und Lehensträger der Sulzer Saline. Er vermachte testamentarisch seine wertvolle Kunstkammer dem Herzog von Württemberg.

## Leben
Johann Jakob Guth von Sulz–Durchhausen, verlor als Kleinkind den Vater, besuchte die Schule in Villingen und kam 1554 als Edelknabe an den Hof des Grafen Joachim von Lupfen. Anschließend wurde er in Stuttgart bis 1563 in Sprachen, lutherischer Religion und ritterlichen Übungen unterrichtet. Anschließend kehrte er zu seiner Mutter zurück und studierte auf den eigenen Gütern Landwirtschaft. Nach deren Tod vermählte er sich mit Fräulein Güss von Güssenburg.
Herzog Christoph holte Johann Jakob Guth von Sulz 1568 als württembergischen Rat an seinen Hof. 1576 adliger Oberrat berief ihn Herzog Ludwig 1579 zu seinem Kammermeister. Dieses Amt übte er bis zu seinem Tod aus. Johann Jakob Guth von Sulz war leidenschaftlicher Sammler von Kunstgegenständen und Raritäten.